# Gert Bastian
Gert Bastian (26 de marzo de 1923, Múnich - probablemente el 1 de octubre de 1992, Bonn), fue un general del ejército alemán y político del partido Alianza 90/Los Verdes.

## Biografía

### Carrera militar
Bastian realizó en el verano de 1941 el Notabitur, antes de alistarse voluntariamente para la Segunda Guerra Mundial, como futuro oficial de la Wehrmacht (Batallón 7 en Múnich) el 1 de agosto de 1941. En 1942 fue enviado al frente oriental, como jefe del Batallón de Ingenieros num. 45. Entre 1942/43 realizó el curso de comandante y fue enviado al batallón de tanques num. 86 de la 9.ª División Panzer, donde permaneció hasta mayo de 1945 en el frente oriental, primero como jefe de sección y más tarde como Comandante de la compañía. Fue capturado en Baviera por el ejército estadounidense.
En la posguerra, realizó en Múnich, desde 1946 hasta 1948, un curso de encuadernador y desde 1950 trabajó como autónomo en esta profesión. En 1956 se unió al recién fundado Ejército alemán, con el grado de Teniente y fue destinado a la escuela de oficiales de Hannover y Múnich. Entre 1959 y 1960, realizó el curso para el Estado Mayor, en la Academia de Hamburgo. 
Desde 1962 hasta 1967 estuvo en la 1ª Gebirgsdivision y desde entonces en diversos destinos hasta el 1 de abril de 1974 que fue nombrado Jefe del Estado Mayor en Colonia y ascendido a General de Brigada. El 1 de octubre de 1976 fue ascendido a General de División, con el mando de la 12.ª División de tanques en Veitshöchheim, hasta 21 de enero de 1980, cuando solicitó su excendencia temporal .

### Carrera política
Bastian era contrario al previsto despliegue de misiles nucleares en Europa (OTAN Doppelbeschluss) y se unió al Movimiento Pacifista. Allí conoció a Petra Kelly, que se convertiría en su compañera sentimental. 

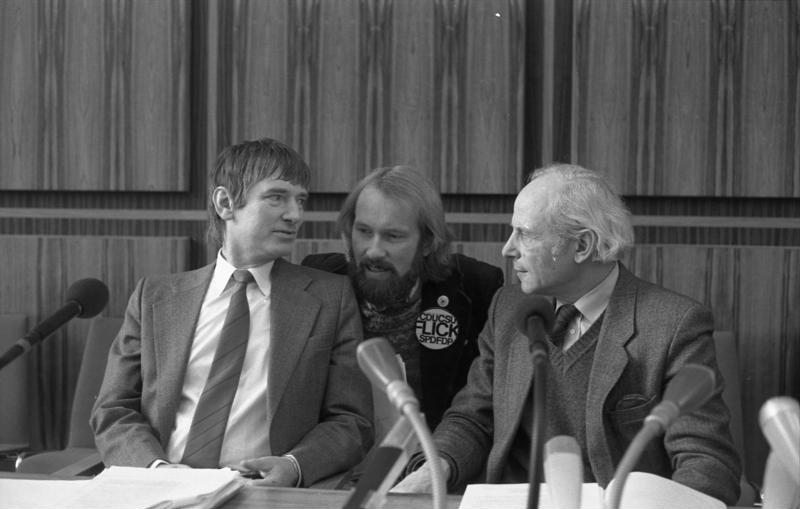
Gert Bastian (a la derecha) con Otto Schily, y Lucas Beckmann, 1983.

En 1981, fundó con otros exgenerales, el grupo Generales para la Paz que más tarde se ha demostrado que estuvo financiado por el Ministerio de Seguridad del Estado de la República Democrática Alemana (RDA). Existe la sospecha de que el propio Bastian había colaborado con dicho Ministerio. 
En 1981 recibió la Medalla Carl von Ossietzky de la Asociación Internacional de la Liga Internacional por los Derechos Humanos.
Bastian fue de 1983 a 1987, diputado al Bundestag, el parlamento alemán, elegido a través de Los Verdes en Baviera. El 10 de febrero de 1984 se pasó al grupo mixto, al negarse a dejar su escaño, a mitad de la legislatura, como eran las normas del partido.

### Muerte
El 19 de octubre de 1992, fue encontrado muerto junto a su compañera sentimental Petra Kelly, en su pequeña residencia en Bonn-Tannenbusch, tras el aviso de familiares que no conseguían contactar con ellos. Según el informe de la Policía, Bastian había asesinado de un tiro en la sien a su pareja dormida en el dormitorio, con una pistola de tipo Deringer y a continuación, se suicidó en el pasillo con otro tiro en la frente. Según la ecologista británica Sara Parkin, el día 1 de octubre de 1992, recibió Bastian un fax comunicándole la inminente apertura de los informes secretos de la Stasi (policía política de la antigua RDA), donde se detalla su colaboración con esta.
La fecha exacta de la muerte no se puede determinar con precisión, porque los cadáveres fueron encontrados en descomposición, semanas después de la muerte. Dejó una esposa, de la que nunca llegó a divorciarse, y dos hijos, Eva y Till Bastian. Gert Bastian murió a la edad de 69 años, y fue enterrado en el cementerio de Munich Nordfriedhof.

## Obras
- Gert Bastian: Frieden schaffen! Gedanken zur Sicherheitspolitik. Kindler, Múnich, 1983, ISBN 3-463-00854-8.

## En la cultura

### Literatura
- Alice Schwarzer: Eine tödliche Liebe - Petra Kelly y Gert Bastian. (& Hiv, Colonia, 2001, ISBN 3-462-03040-X.
- Till Bastian: Die Finsternis der Herzen. Nachdenken über eine Gewalttat. PapyRossa Verlag, Colonia, 1994, ISBN 3-89438-074-8.

### Cine
- Kelly Bastian – Historia de una Esperanza, Película para TELEVISIÓN, ARD, 2001; Dirección: Andreas Kleinert, Guion: Wolfgang Cantidad
  - Kelly Bastian – Geschichte einer Hoffnung en Internet Movie Database (en inglés).
- Thomas Imbach (Director): Happiness Is a Warm Gun. 2001
- Geheimakte la Historia (2), Die Mordakte Kelly und Bastian, Tres partes de la película de Heike Nelsen De Minkenberg y Tom Müller
  - Happiness Is a Warm Gun en Internet Movie Database (en inglés).